# Distretto di San Miguel de Mayocc
Il distretto di San Miguel de Mayocc è uno degli undici distretti della  provincia di Churcampa, in Perù. Si trova nella regione di Huancavelica.